# La insumergible Molly Brown
La insumergible Molly Brown es una película de comedia musical del oeste estadounidense de 1964 dirigida por Charles Walters y protagonizada por Debbie Reynolds , filmada en Panavision .

## Sinopsis
Rescatada del río Colorado cuando era una bebé y criada por Seamus Tobin, la marimacho Molly Tobin está decidida a encontrar un hombre rico con quien casarse. Viaja a Leadville, Colorado , y Christmas Morgan la contrata como cantante de salón. Después de que el minero Johnny Brown renueva su cabaña, los dos se casan y él vende su propiedad en una mina de plata por 300.000 dólares.

## Reparto
- Debbie Reynolds como Molly Brown
- Harve Presnell como 'Leadville' Johnny Brown
- Ed Begley como Seamus Tobin
- Jack Kruschen como Christmas Morgan
- Hermione Baddeley como Buttercup Grogan
- Vassili Lambrinos como el principe Louis de Laniere
- Fred Essler como Karl Ludwig von Ettenburg
- Harvey Lembeck como Polak
- Lauren Gilbert como Mr. Fitzgerald
- Kathryn Card como Mrs. Wadlington
- Hayden Rorke como Malcolm Broderick
- Harry Holcombe como Mr. Wadlington
- Amy Douglass como Mrs. Fitzgerald
- George Mitchell  como el Monseñor Ryan
- Martita Hunt como Elise Lupavinova
- Vaughn Taylor como Mr. Cartwright
- Anthony Eustrel como Roberts

## Recepción

### Crítica
Variety observó: "En esencia, es una historia bastante superficial ya que el personaje principal, cuando lo analizas, está obsesionado con un problema muy superficial y egoísta detrás de su fachada generosa y ruidosa. Además de eso, la música de Willson es bastante mediocre. Debbie Reynolds se lanza al papel con una enorme cantidad de brío y vigor. A veces, su enfoque del personaje parece más atlético que ingenioso... hace un debut en la pantalla generalmente auspicioso como el paciente Johnny. Su voz retumbante y su estatura física lo convierten en un bien valioso para Hollywood".